# Giacomo Benedetto
Giacomo Benedetto FRSA (n. august 1972) este un politolog italo-britanic care deține o catedră Jean Monnet la Royal Holloway, Universitatea din Londra.  Este expert în politica Uniunii Europene și a cercetat și publicat pe larg despre Parlamentul European, Euroscepticismul și bugetul UE .  Benedetto a fost, de asemenea, redactor asociat al revistei științifice European Journal of Government and Economics,  precum și coordonator al centrului Rețelei EUROSCI din Marea Britanie. 

## Viața timpurie și cariera academică
Benedetto este nepot al lui Geoffrey Grigson, poetul, editorul și criticul britanic.   A absolvit facultatea la Universitatea din Sussex și și-a continuat studiile la London School of Economics and Science Science, de la care a obținut un master (Econ) și un doctorat.  Teza sa de doctorat (2005), condusă de Simon Hix, a tratat Consensul instituționalizat în Parlamentul Europei.  Benedetto și-a început cariera academică ca lector la Universitatea din Manchester în 2005  A ajuns la Royal Holloway, Universitatea din Londra, în 2006,  și a fost numit titular al unei catedre Jean Monnet în 2016, cu un curs inaugural intitulat 350 de milioane de lire sterline pe săptămână și de ce Europa are nevoie de un buget . 

## Realizări
În calitate de expert în politica bugetară a UE, Benedetto este co-autor al Studiului privind potențialul și limitările reformării finanțării bugetului UE, pregătit pentru Grupul la nivel înalt al resurselor proprii al UE, așa-numitul grup Monti.   În calitate de titular al unei catedre Jean Monnet, a fost invitat, de asemenea, să prezinte dovezi orale cu privire la Brexit și la bugetul UE de către subcomitetul pentru afaceri financiare al UE al comisiei selecte din Uniunea Europeană a Camerei Lorzilor. 

## Lucrări selectate
- Benedetto, G., & S. Milio (eds) (2012), European Union budget reform: institutions, policy and economic crisis. Palgrave Macmillan. [16]
- Benedetto, G. (2013), "The EU budget after Lisbon: Rigidity and reduced spending?" Journal of Public Policy 33(3): 345–369.
- Nuñez Ferrer, J., J. Le Cacheux, G. Benedetto, & M. Saunier (2016), Study on the Potential and Limitations of Reforming the Financing of the EU Budget: Expertise commissioned by the European Commission on behalf of the High Level Group on Own Resources. Centre for European Policy Studies.
- Benedetto, G. (2017), "Institutions and the route to reform of the European Union's budget revenue", Empirica 44(4): 615–633.
- Benedetto, G. (2017), "Power, money and reversion points: The European Union's annual budgets since 2010", Journal of European Public Policy 24(5): 633–652.